# 山田康太
山田康太（1999年7月10日—），日本足球運動員，前日本20歲以下足球代表隊成員。現效力於日職球隊名古屋鯨魚。

## 俱乐部生涯
2018年，山田康太在橫濱水手开始足球生涯。

## 日本國家足球隊
山田康太参加了2019年U-20世界盃。